# 1898 Cowell
1898 Cowell је астероид главног астероидног појаса са средњом удаљеношћу од Сунца која износи 3,121 астрономских јединица (АЈ).
Апсолутна магнитуда астероида је 11,9.